# Heteropoda
Heteropoda é um género da família Sparassidae (aranhas caçadoras).

## Espécies
Heteropoda Latreille, 1804
- Heteropoda acuta Davies, 1994 — Queensland (Austrália)
- Heteropoda aemulans Bayer & Jäger, 2009 — Laos
- Heteropoda afghana Roewer, 1962 — Afeganistão, Paquistão, Índia
- Heteropoda alta Davies, 1994 — Queensland (Austrália)
- Heteropoda altmannae Jäger, 2008 — Vietname
- Heteropoda altithorax Strand, 1907 — Índia
- Heteropoda amphora Fox, 1936 — China, Hong Kong
- Heteropoda analis Thorell, 1881 — Nova Guiné
- Heteropoda andamanensis Tikader, 1977 — ilhas Andaman
- Heteropoda annulipoda Strand, 1911 — ilhas Aru
- Heteropoda armillata (Thorell, 1887) — Myanmar, Samatra
- Heteropoda atollicola Pocock, 1904 — Maldivas
- Heteropoda atriventris Chrysanthus, 1965 — Nova Guiné
- Heteropoda aulica (L. Koch, 1878) — Japão
- Heteropoda aureola He & Hu, 2000 — China
- Heteropoda badiella Roewer, 1951 — ilhas Molucas
- Heteropoda bellendenker Davies, 1994 — Queensland (Austrália)
- Heteropoda belua Jäger, 2005 — Bornéu
- Heteropoda beroni Jäger, 2005 — Celebes
- Heteropoda bhaikakai Patel & Patel, 1973 — Índia
- Heteropoda bhattacharjeei Saha & Raychaudhuri, 2007 — Índia
- Heteropoda bimaculata Thorell, 1878 — Amboina
- Heteropoda binnaburra Davies, 1994 — Queensland (Austrália), Nova Gales do Sul (Austrália)
- Heteropoda bivittata Thorell, 1877 — Celebes
- Heteropoda boiei (Doleschall, 1859) — Malásia, Samatra, Java
- Heteropoda bonthainensis Merian, 1911 — Celebes
- Heteropoda borneensis (Thorell, 1890) — Bornéu
- Heteropoda boutani (Simon, 1906) — Vietname
- Heteropoda bulburin Davies, 1994 — Queensland (Austrália)
- Heteropoda buxa Saha, Biswas & Raychaudhuri, 1995 — Índia
- Heteropoda camelia Strand, 1914 — Colômbia
- Heteropoda cavernicola Davies, 1994 —Austrália Ocidental
- Heteropoda cervina (L. Koch, 1875) — Queensland (Austrália)
- Heteropoda chelata (Strand, 1911) — Nova Guiné
  - Heteropoda chelata vittichelis (Strand, 1911) — Nova Guiné
- Heteropoda chengbuensis Wang, 1990 — China
- Heteropoda christae Jäger, 2008 — Malásia, Singapura, Samatra
- Heteropoda conwayensis Davies, 1994 — Queensland (Austrália)
- Heteropoda cooki Davies, 1994 — Queensland (Austrália)
- Heteropoda cooloola Davies, 1994 — Queensland (Austrália)
- Heteropoda crassa Simon, 1880 — Java
- Heteropoda crediton Davies, 1994 — Queensland (Austrália)
- Heteropoda cyanichelis Strand, 1907 — Java
- Heteropoda cyanognatha Thorell, 1881 — ilhas Yule
- Heteropoda cyperusiria Barrion & Litsinger, 1995 — Filipinas
- Heteropoda dagmarae Jäger & Vedel, 2005 — Laos, Tailândia
- Heteropoda dasyurina (Hogg, 1914) — Nova Guiné
- Heteropoda davidbowie Jäger, 2008 — Malásia, Singapura, Samatra
- Heteropoda debalae Biswas & Roy, 2005 — Índia
- Heteropoda debilis (L. Koch, 1875) — Samoa
- Heteropoda denticulata Saha & Raychaudhuri, 2007 — Índia
- Heteropoda distincta Davies, 1994 — Queensland (Austrália), Nova Gales do Sul (Austrália)
- Heteropoda duan Jäger, 2008 — Bornéu
- Heteropoda elatana Strand, 1911 — ilhas Aru, ilhas Kei
- Heteropoda eluta Karsch, 1891 — Sri Lanka
- Heteropoda emarginativulva Strand, 1907 — Índia
- Heteropoda ernstulrichi Jäger, 2008 — Samatra
- Heteropoda erythra Chrysanthus, 1965 — Nova Guiné
- Heteropoda eungella Davies, 1994 — Queensland (Austrália)
- Heteropoda fabrei Simon, 1885 — Índia
- Heteropoda fischeri Jäger, 2005 — Índia
- Heteropoda flavocephala Merian, 1911 — Celebes
- Heteropoda furva Thorell, 1890 — Malásia
- Heteropoda garciai Barrion & Litsinger, 1995 — Philippines
- Heteropoda gemella Simon, 1877 — Philippines
- Heteropoda goonaneman Davies, 1994 — Queensland (Austrália)
- Heteropoda gordonensis Davies, 1994 — Queensland (Austrália)
- Heteropoda gourae Monga, Sadana & Singh, 1988 — Índia
- Heteropoda graaflandi Strand, 1907 — Java
- Heteropoda grooteeylandt Davies, 1994 — Northern Territory
- Heteropoda gyirongensis Hu & Li, 1987 — China
- Heteropoda hainanensis Li, 1991 — China
- Heteropoda hampsoni Pocock, 1901 — Índia
- Heteropoda helge Jäger, 2008 — China
- Heteropoda hermitis (Hogg, 1914) — Western Australia
- Heteropoda hildebrandti Jäger, 2008 — Ilhas Molucas
- Heteropoda hillerae Davies, 1994 — Queensland (Austrália)
- Heteropoda hippie Jäger, 2008 — Samatra
- Heteropoda hirsti Jäger, 2008 — Nova Guiné
- Heteropoda holoventris Davies, 1994 — Queensland (Austrália)
- Heteropoda homstu Jäger, 2008 — Samatra, Java, Bornéu
- Heteropoda hosei Pocock, 1897 — Bornéu
- Heteropoda hupingensis Peng & Yin, 2001 — China
- Heteropoda ignichelis (Simon, 1880) — Vietname
- Heteropoda imbecilla Thorell, 1892 — Malásia, Samatra
- Heteropoda jacobi Strand, 1911 — Nova Guiné
- Heteropoda jaegerorum Jäger, 2008 — Singapura, Samatra
- Heteropoda jasminae Jäger, 2008 — Vietname
- Heteropoda javana (Simon, 1880) — Malásia, Java, Samatra
- Heteropoda jiangxiensis Li, 1991 — China
- Heteropoda jugulans (L. Koch, 1876) — Queensland (Austrália)
- Heteropoda kabaenae Strand, 1911 — Arquipélago de Bismarck
- Heteropoda kalbarri Davies, 1994 —Austrália Ocidental
- Heteropoda kandiana Pocock, 1899 — Índia, Sri Lanka
- Heteropoda kobroorica Strand, 1911 — ilhas Aru
- Heteropoda kuekenthali Pocock, 1897 — Ilhas Molccas
- Heteropoda kuluensis Sethi & Tikader, 1988 — Índia
- Heteropoda laai Jäger, 2008 — Singapore, Samatra
- Heteropoda languida Simon, 1887 — Myanmar
- Heteropoda lashbrooki (Hogg, 1922) — Vietname
- Heteropoda laurae Jäger, 2008 — Celebes
- Heteropoda lentula Pocock, 1901 — Índia
- Heteropoda leprosa Simon, 1884 — Índia, Myanmar, Malásia
- Heteropoda leptoscelis Thorell, 1892 — Samatra
- Heteropoda lindbergi Roewer, 1962 — Afeganistão
- Heteropoda listeri Pocock, 1900 — Ilha Christmas
- Heteropoda loderstaedti Jäger, 2008 — Malásia, Samatra
- Heteropoda longipes (L. Koch, 1875) — Nova Gales do Sul (Austrália)
- Heteropoda lunula (Doleschall, 1857) — Índia a  Vietname, Malásia, Java, Samatra, Bornéu
- Heteropoda luwuensis Merian, 1911 — Celebes
- Heteropoda malitiosa Simon, 1906 — Índia
- Heteropoda manni (Strand, 1906) — Nigéria
- Heteropoda marillana Davies, 1994 —Austrália Ocidental
- Heteropoda martinae Jäger, 2008 — Samatra
- Heteropoda martusa Jäger, 2000 — Samatra
- Heteropoda maxima Jäger, 2001 — Laos
- Heteropoda mecistopus Pocock, 1898 — Ilhas Salomão
- Heteropoda mediocris Simon, 1880 — Java, Nova Guiné
- Heteropoda meriani Jäger, 2008 — Celebes
- Heteropoda merkarensis Strand, 1907 — Índia
- Heteropoda meticulosa Simon, 1880 — Peru
- Heteropoda minahassae Merian, 1911 — Celebes
- Heteropoda mindiptanensis Chrysanthus, 1965 — Nova Guiné
- Heteropoda modiglianii Thorell, 1890 — Java
- Heteropoda monroei Davies, 1994 — Queensland (Austrália)
- Heteropoda montana Thorell, 1890 — Samatra
- Heteropoda monteithi Davies, 1994 — Queensland (Austrália)
- Heteropoda mossman Davies, 1994 — Queensland (Austrália)
- Heteropoda murina (Pocock, 1897) — Bornéu
- Heteropoda muscicapa Strand, 1911 — Nova Guiné
- Heteropoda nagarigoon Davies, 1994 — Queensland (Austrália), Nova Gales do Sul (Austrália)
- Heteropoda natans Jäger, 2005 — Bornéu
- Heteropoda nebulosa Thorell, 1890 — Malásia
- Heteropoda nicki Strand, 1915 — Samatra, Java
  - Heteropoda nicki quala Strand, 1915 — Samatra
- Heteropoda nicobarensis Tikader, 1977 — ilhas Nicobar
- Heteropoda nigriventer Pocock, 1897 — Celebes
- Heteropoda nilgirina Pocock, 1901 — Índia
- Heteropoda ninahagen Jäger, 2008 — Malásia
- Heteropoda nirounensis (Simon, 1903) — Índia, Samatra
- Heteropoda nobilis (L. Koch, 1875) — Novas Hébridas , Austrália, Polinésia
- Heteropoda novaguineensis Strand, 1911 — Nova Guiné
- Heteropoda nyalama Hu & Li, 1987 — China
- Heteropoda obtusa Thorell, 1890 — Bornéu
- Heteropoda ocyalina (Simon, 1887) — Java, Samatra
- Heteropoda onoi Jäger, 2008 — Vietname
- Heteropoda pakawini Jäger, 2008 — Tailândia
- Heteropoda panaretiformis Strand, 1906 — Samatra
- Heteropoda parva Jäger, 2000 — Malásia, Samatra
- Heteropoda pedata Strand, 1907 — Índia
  - Heteropoda pedata magna Strand, 1909 — Índia
- Heteropoda phasma Simon, 1897 — Índia
- Heteropoda pingtungensis Zhu & Tso, 2006 — China, Taiwan
- Heteropoda planiceps (Pocock, 1897) — ilhas Molucas
- Heteropoda plebeja Thorell, 1887 — Myanmar
- Heteropoda pressula Simon, 1886 — Vietname
- Heteropoda procera (L. Koch, 1867) — Queensland (Austrália), Nova Gales do Sul (Austrália)
- Heteropoda raveni Davies, 1994 — Queensland (Austrália)
- Heteropoda regalis (Roewer, 1938) — Nova Guiné
- Heteropoda reinholdae Jäger, 2008 — Samatra
- Heteropoda renibulbis Davies, 1994 —Austrália Ocidental, Northern Territory, Queensland (Austrália)
- Heteropoda richlingi Jäger, 2008 — Samatra, Java
- Heteropoda robusta Fage, 1924 — Índia
- Heteropoda rosea Karsch, 1879 — Colômbia
- Heteropoda rubra Chrysanthus, 1965 — Nova Guiné
- Heteropoda rufognatha Strand, 1907 — Índia
- Heteropoda rundle Davies, 1994 — Queensland (Austrália)
- Heteropoda ruricola Thorell, 1881 — Nova Guiné
- Heteropoda sarotoides Järvi, 1914 — Nova Guiné
- Heteropoda sartrix (L. Koch, 1865) — Austrália
- Heteropoda schlaginhaufeni Strand, 1911 — Nova Guiné
- Heteropoda schwalbachorum Jäger, 2008 — China
- Heteropoda schwendingeri Jäger, 2005 — Tailândia
- Heteropoda sexpunctata Simon, 1885 — Índia, Malásia
- Heteropoda shillongensis Sethi & Tikader, 1988 — Índia
- Heteropoda signata Thorell, 1890 — Samatra
- Heteropoda silvatica Davies, 1994 — Queensland (Austrália)
- Heteropoda simplex Jäger & Ono, 2000 — Laos, ilhas Ryukyu
- Heteropoda speciosus (Pocock, 1898) — Ilhas Salomão
- Heteropoda spenceri Davies, 1994 — Northern Territory (Austrália)
- Heteropoda spinipes (Pocock, 1897) — Moluccas
- Heteropoda spurgeon Davies, 1994 — Queensland (Austrália)
- Heteropoda squamacea Wang, 1990 — China
- Heteropoda steineri Bayer & Jäger, 2009 — Laos
- Heteropoda straminea Kundu, Biswas & Raychaudhuri, 1999 — Índia
- Heteropoda strandi Jäger, 2002 — Samatra
- Heteropoda strasseni Strand, 1915 — Java
- Heteropoda striata Merian, 1911 — Celebes
- Heteropoda striatipes (Leardi, 1902) — Índia
- Heteropoda submaculata Thorell, 1881 — Nova Guiné
  - Heteropoda submaculata torricelliana Strand, 1911 — Nova Guiné
- Heteropoda subplebeia Strand, 1907 — Índia
- Heteropoda subtilis Karsch, 1891 — Sri Lanka
- Heteropoda Samatrana Thorell, 1890 — Samatra
  - Heteropoda Samatrana javacola Strand, 1907 — Java
- Heteropoda teranganica Strand, 1911 — Ilhas Aru
- Heteropoda tetrica Thorell, 1897 — Myanmar, Laos, Tailândia
- Heteropoda thoracica (C. L. Koch, 1845) — Samatra, Java, Amboina
- Heteropoda tokarensis Yaginuma, 1961 — Japão
- Heteropoda truncus (McCook, 1878) — Japão
- Heteropoda udolindenberg Jäger, 2008 — Samatra
- Heteropoda uexkuelli Jäger, 2008 — Bali
- Heteropoda umbrata Karsch, 1891 — Sri Lanka
- Heteropoda variegata (Simon, 1874) — Grécia a Israel
- Heteropoda veiliana Strand, 1907 — Índia
- Heteropoda venatoria (Linnaeus, 1767) — Pantropical
  - Heteropoda venatoria chinesica Strand, 1907 — China
  - Heteropoda venatoria emarginata Thorell, 1881 — Samatra
  - Heteropoda venatoria foveolata Thorell, 1881 — Nova Guiné, ilhas Yule
  - Heteropoda venatoria japonica Strand, 1907 — China, Japão
  - Heteropoda venatoria maculipes Strand, 1907 — China, Japão
  - Heteropoda venatoria pseudomarginata Strand, 1909 — Java
- Heteropoda vespersa Davies, 1994 — Queensland (Austrália)
- Heteropoda warrumbungle Davies, 1994 — Nova Gales do Sul (Austrália)
- Heteropoda warthiana Strand, 1907 — Índia
- Heteropoda willunga Davies, 1994 — Queensland (Austrália)
- Heteropoda zuviele Jäger, 2008 — Vietname